# Polycarpa directa
Polycarpa directa är en sjöpungsart som beskrevs av Kott 1990. Polycarpa directa ingår i släktet Polycarpa och familjen Styelidae. Inga underarter finns listade i Catalogue of Life.